# The Cure (película de 1917)
The Cure (Carlitos en las termas o Charlot en el balneario) es un cortometraje estadounidense estrenado con dirección de Charles Chaplin, con dirección técnica de Edward Brewer y con Chaplin, Edna Purviance y Eric Campbell como actores principales. Fue estrenado el 16 de abril de 1917.

## Sinopsis
Charlot, vestido con traje de alpaca y sombrero de paja, es un alcohólico que ha sido enviado a un balneario para curarse. Al poco de llegar, se cae al manantial de agua surgente y tiene problemas con la puerta giratoria.
Ya en la habitación que se le ha asignado, revisa la enorme valija, que trae, equipada como un bar. Mientras baja a las curas, ve que una paciente está siendo molestada por otro con gota. Rivalizan el uno y el otro por los favores de la joven, y el resultado es que el gerente trata de expulsar a Charlot, pero intercede la joven y Charlot es enviado a los baños para vérselas con un enorme y amenazador masajista.
Entretanto, el gerente va al cuarto de Charlie y encuentra a un empleado achispado, y le manda que tire el resto de la bebida. El empleado, sin darse cuenta, tira las botellas al agua de las curas.
Charlie no coopera con el masajista, y quiere irse a la piscina. Al ver a un frágil paciente ser aporreado por el gigante, sostiene el brazo de éste en alto como declarándolo ganador. Poco deseoso de tomar su turno, Charlie trata de eludir al masajista con una serie de movimientos defensivos, pero accidentalmente se sienta en un radiador hirviente y envía al masajista, al paciente con gota y finalmente a él mismo a la piscina.
Los otros pacientes han estado bebiendo del manantial con un entusiasmo desacostumbrado, y están borrachos. La joven, que no sabe lo que hay en el agua, convence a Charlot de que beba él también. Charlot se va emborrachando, y ella lo deja disgustada.
Al día siguiente, están todos con resaca, y Charlot tiene un bloque de hielo atado en la cabeza.
Charlot, ante los ruegos de la joven, accede a reformarse, y van una y otro alegremente del brazo hasta que él se vuelve a caer y va otra vez al agua.

## Reparto

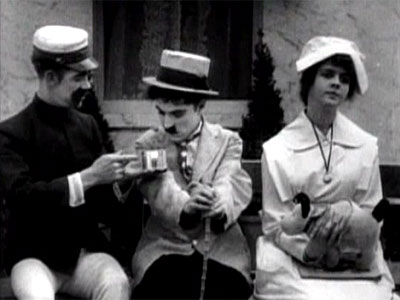
Albert Austin, Charles Chaplin y Leota Bryan.

- Charlie Chaplin: el alcohólico.
- Edna Purviance: la joven.
- Eric Campbell: el enfermo de gota.
- Henry Bergman: el masajista.
- John Rand:[2] un empleado del balneario.
- James T. Kelley:[3] otro empleado del balneario.
- Albert Austin: otro empleado del balneario.
- Frank J. Coleman:[4] gerente del balneario.
- Sin acreditar:
  - Leota Bryan:[5] una enfermera.
  - William Gillespie:[6] un paciente.
  - Loyal Underwood:[7] otro paciente.
  - Tom Wood:[8] otro paciente.

## Comentario
La película ha sido descrita como un ballet en el que, entre la escena inicial y la final, en las cuales se juega de la misma manera con una puerta giratoria, se van sucediendo los episodios. Cada uno de ellos es como la escena del ballet, sobre todo la del masaje, representada con un alegre ritmo. En el aspecto propiamente cómico, es una de las películas más logradas de Chaplin. los gags se van sucediendo en torno a la figura de un personaje impertinente, inasible.